# マシュー・クィンタル

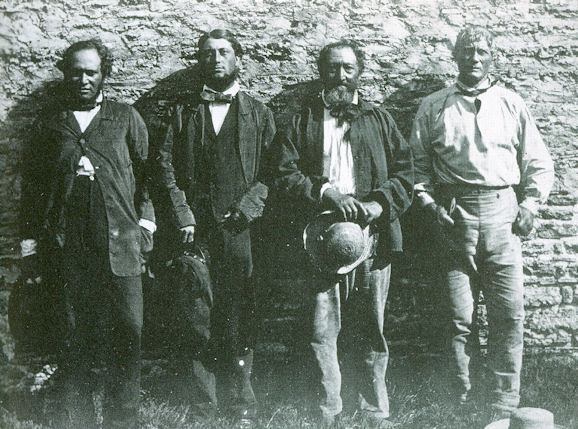
マシュー・クインタルとジョン・アダムスの子孫

マシュー・クィンタル（Matthew Quintal、1766年3月3日-1799年）はバウンティ号の反乱に加担した水夫である。後にピトケアン島居住者の1人となった。
クィンタルはイギリスのコーンウォールのパドストウ出身で、たくましい体つきをしており、体には刺青を入れていて、粗暴な性格であった。
彼は子供の時に母を亡くし、その後2年間、叔父と一緒に暮らし、さらにその後、父とプリマスで2年間暮らした後、スループ艦の掌砲長である叔父の使用人として働いた。叔父の死後は3年間、武装船の船長の下で働いた。バウンティ号には友人のウィリアム・マッコイと一緒に乗組員として入隊した。彼は最も凶暴な乗組員であった。タヒチに到着後、彼はタヒチに魅了され、愛着をもち、イギリスに戻りたがらなくなっていった。
1788年3月10日、クィンタルはその横柄で反抗的な態度によって、バウンティ号では初めての24回の鞭打ち刑を受けた。彼はクリスチャンから反乱を持ちかけられた最初の乗組員となった。最初はしり込みしていたがアイザック・マーティンが加わってからはクリスチャンの熱心な支持者になった。
バウンティ号の反乱を経て、ピトケアン島に到着した後、入植者の間でバウンティ号を破壊するかどうかの議論がおき、彼はバウンティ号の破壊に賛成した。破壊するかどうか反乱者の間で議論している間に、彼が船を燃やしたと言われている。マッコイがピトケアン島で酒を造った事は酷く彼に悪影響を及ぼした。
彼には母親の名サラを英名としてつけたタヴァルア（Tevarua）と妹の名スザンナを英名としてつけたテラウラ（Teraura）のタヒチで結婚した2人の妻がおり魚を十分に採ってこられなかったタヴァルアの耳を噛み切るなど酷く虐待していた。1799年、酔った彼はクリスチャンの未亡人のイザベラを妻にできなかったらクリスチャンの子供達を皆殺しにしてやると脅迫した。ジョン・アダムズとネッド・ヤングは、彼を何とかしないと自分や子供達や他の者の命が危ないと判断、日付は不明のある日、クィンタルをアダムズの小屋へ呼び寄せ斧で殺害した。その彼の殺害場面を9歳のエリザベス・ミルズ（ジョン・ミルズの娘）が目撃していた。
タヴァルアとの間にはアーサー、ジョン、サラ、ジェーンの4人の子供がおり、ヤングの元妻テラウラとの間にはエドワードがいた。クィンタルの子孫は現在でもピトケアン島やノーフォーク島にいる。